# Łaźnik (ludność służebna)
Łaźnicy – w okresie wczesnego średniowiecza, grupa książęcej ludności służebnej, która zajmowała się obsługą łaźni monarchów, czy też w klasztorach, 
Świadectwem ich istnienia są nazwy typu Łaźniki, którą nosi kilka osad w Polsce, położonych w sąsiedztwie starych grodów.